# Palazzo dello Schiantarelli
Il Palazzo dello Schiantarelli è un edificio di valore storico e architettonico di Napoli, ubicato in via Foria.
Il palazzo, eretto nell'ultimo quarto del XVIII secolo, è attribuito all'architetto romano Pompeo Schiantarelli e ripete parzialmente il disegno del prospetto di Palazzo Monaco di Lapio in via Toledo, ma con toni più neoclassici.
La struttura si eleva su tre piani e il pian terreno è adibito a botteghe; il portale è a tutto sesto in bugnato, mentre ai piani superiori si alternano finestre con timpano triangolare e tondo, separate tra loro da nicchie ovali con busti in stucco.